# ألبرت ويست
ألبرت ويست (بالهولندية: Albert West)‏ هو منتج أسطوانات ومغني ومقدم تلفزيوني وملحن هولندي، ولد في 2 سبتمبر 1949 في سيرتوخيمبوس في هولندا، وتوفي في 4 يونيو 2015 في تيلبورخ في هولندا بسبب حادث مرور.

## وصلات خارجية
- الموقع الرسمي
- ألبرت ويست على موقع IMDb (الإنجليزية)
- ألبرت ويست على موقع ميوزك برينز (الإنجليزية)
- ألبرت ويست على موقع ديسكوغز (الإنجليزية)